# 점근 국소 유클리드 공간
미분기하학에서 점근 국소 유클리드 공간(漸近局所Euclid空間, 영어: asymptotically locally Euclidean space, ALE space)는 무한대에서 4차원 유클리드 공간의 오비폴드로 근사되는 4차원 초켈러 다양체이다.

## 정의
SU(2)의 유한 부분군 {\displaystyle \Gamma \leq \operatorname {SU} (2)}가 주어졌다고 하자. 이는 매케이 화살집을 통해 ADE 분류를 갖는다.
4차원 초켈러 다양체 {\displaystyle M} 가운데, 다음 조건을 만족시키는 것을 점근 국소 유클리드 공간이라고 한다.:§5
어떤 콤팩트 집합 {\displaystyle K\subseteq M}을 제외하면, {\displaystyle M\setminus K}는 {\displaystyle \mathbb {R} ^{4}\setminus \operatorname {ball} (0,R)}와 미분 동형이며, 적절한 좌표계에서 다음과 같은 꼴이다.
{\displaystyle |g_{ij}-\delta _{ij}|\in {\mathcal {O}}(r^{-4})}
{\displaystyle |\partial _{k_{1}k_{2}\dotso k_{p}}g_{ij}|\in {\mathcal {O}}(r^{-4-p})}
여기서 {\displaystyle r}는 {\displaystyle \mathbb {R} ^{4}}의 원소의 L2 노름이며, {\displaystyle R}는 충분히 큰 임의의 상수이다.

## 분류
SU(2)의 유한 부분군 {\displaystyle \Gamma \leq \operatorname {SU} (2)}가 주어졌다고 하자. (이는 매케이 화살집을 통해 ADE 분류를 갖는다.) 그렇다면, 복소수 아핀 대수다양체
{\displaystyle X=\mathbb {C} ^{2}/\Gamma }
의 최소 분해(영어: minimal resolution)
{\displaystyle \pi \colon {\tilde {X}}\to X}
를 생각하자. 즉, 그 예외 인자 {\displaystyle \pi ^{-1}(0)}는 사영 직선들의 합집합이며, 특히 그 2차 특이 호몰로지는 (예외 인자를 구성하는 사영 직선들로 생성되므로) 유한 생성 자유 아벨 군이다.
{\displaystyle \operatorname {H} _{2}({\tilde {X}};\mathbb {Z} )\cong \mathbb {Z} ^{n}}
여기서 {\displaystyle n\in \mathbb {N} }은 {\displaystyle \pi ^{-1}(0)}을 구성하는 사영 직선의 수이다.
{\displaystyle \pi ^{-1}(0)=L_{1}\cup L_{2}\cup \dotsb \cup L_{n}}
또한, 이 사영 직선 {\displaystyle L_{i}}들의 교차 형식은 {\displaystyle \Gamma }의 매케이 화살집의 카르탕 행렬의 −1배와 같다.:§5
이 경우, {\displaystyle {\tilde {X}}}의 2차 드람 코호몰로지류
{\displaystyle \alpha _{1},\alpha _{2},\alpha _{3}\in \operatorname {H} ^{2}({\tilde {X}};\mathbb {R} )}
가운데 다음 조건이 성립한다고 하자.
- 임의의 {\displaystyle L\in \operatorname {H} _{2}({\tilde {X}};\mathbb {Z} )}에 대하여, 만약 {\displaystyle L.L=-2}라면, {\displaystyle \textstyle \int _{L}\alpha _{i}\neq 0}인 {\displaystyle i\in \{1,2,3\}}가 존재한다.

그렇다면, 이 데이터를 사용하여 {\displaystyle {\tilde {X}}} 위에 어떤 표준적인 초켈러 구조를 구성할 수 있으며, 이 경우 세 개의 켈러 구조의 드람 코호몰로지류는 각각 {\displaystyle \alpha _{1},\alpha _{2},\alpha _{3}}이다.
또한, 반대로, 임의의 점근 국소 유클리드 공간은 위와 같이 {\displaystyle (\Gamma ,{\tilde {X}},\alpha _{1},\alpha _{2},\alpha _{3})}의 데이터로 결정된다.

## 구성

### 기번스-호킹 구성
점근 국소 유클리드 공간 가운데, A형은 기번스-호킹 가설 풀이로 다음과 같이 주어진다. 우선, 좌표
{\displaystyle \tau \in \mathbb {R} /(4\pi \mathbb {Z} )}
{\displaystyle {\vec {r}}\in \mathbb {R} ^{3}}
를 정의하자. 그렇다면, An형 점근 국소 유클리드 공간의 계량은 다음과 같다.
{\displaystyle \mathrm {d} s^{2}=V(|{\vec {r}}|)\mathrm {d} {\vec {r}}^{2}+{\frac {1}{V(|{\vec {r}}|)}}(\mathrm {d} \tau +\omega )^{2}}
{\displaystyle V(|{\vec {r}}|)=\sum _{i=1}^{N}{\frac {1}{2|{\vec {r}}|}}}
여기서
{\displaystyle \omega ={\vec {\omega }}\cdot \mathrm {d} {\vec {r}}\in \Omega ^{1}(\mathbb {R} ^{3})}
는 {\displaystyle \mathbb {R} ^{3}} 위의 1차 미분 형식 가운데
{\displaystyle \mathrm {d} \omega =\star \mathrm {d} V}
인 것이다.
이 경우 {\displaystyle N=1}인 경우는 평탄 공간과 같으며,:363 {\displaystyle N=2}인 경우는 에구치-핸슨 공간이다.:363 즉, A형 점근 국소 유클리드 공간은 여러 개의 에구치-핸슨 공간들을 겹친 것으로 이해할 수 있다.

### 초켈러 몫 구성
모든 종류의 점근 국소 유클리드 공간은 초켈러 몫으로 구성될 수 있다.

## 역사
이러한 공간들은 원래 일반 상대성 이론에서 중력의 ‘순간자’로서 최초로 거론되었다. 최초로 발견된 점근 국소 유클리드 공간은 (4차원 유클리드 공간 자체를 제외하면) 에구치-핸슨 공간이다. 이후 1989년에 피터 크론하이머가 이들을 모두 분류하였다.

## 응용
점근 국소 유클리드 공간은 초끈 이론에서 자주 등장한다.

## 참고 문헌
1. 1 2 3  Kronheimer, Peter B. (1989). “A Torelli‐type theorem for gravitational instantons”. 《Journal of Differential Geometry》 (영어) 29: 685–697. doi:10.4310/jdg/1214443067. MR 992335. Zbl 0671.53046.
2. 1 2  Anderson, Michael T. (2009). “A survey of Einstein metrics on 4-manifolds” (영어). arXiv:0810.4830.
3. 1 2  Eguchi, Tohru; Gilkey, Peter B.; Hanson, Andrew J. (1980년 12월). “Gravitation, gauge theories and differential geometry”. 《Physics Reports》 (영어) 66 (6): 213–393. doi:10.1016/0370-1573(80)90130-1.
4. 1 2  Kronheimer, Peter B. (1989). “The construction of ALE spaces as hyper-Kähler quotients”. 《Journal of Differential Geometry》 (영어) 2 (3): 665–683. doi:10.4310/jdg/1214443066. MR 992334. Zbl 0671.53045.
5. ↑  Johnson, Clifford; Myers, Robert (1997). “Aspects of type ⅡB theory on ALE spaces”. 《Physical Review D》 (영어) 55: 6382–6393. arXiv:hep-th/9610140.